# Уь
Уь, уь – dwuznak cyrylicy.

## Zastosowanie
W języku nogajskim i kumyckim dźwięk dwuznaku oznacza [ɱ], czyli spółgłoskę nosowo wargowo-zębową.
W języku agulskim, czeczeńskim, lezgińskim, rutulskim i tackim dźwięk dwuznaku oznacza [y], czyli samogłoskę przymkniętą przednią zaokrągloną.

## Kodowanie
| Forma     | Wygląd | Części składowe | Części składowe |
| --------- | ------ | --------------- | --------------- |
| majuskuła | Уь     | U+0423 У        | U+044C Ь        |
| minuskuła | уь     | U+0443 у        | U+044C ь        |